# Svatava (okres Sokolov)
Svatava (německy Zwodau) je městys nacházející se v okrese Sokolov v Karlovarském kraji, severozápadně v sousedství Sokolova. Žije zde přibližně 1 700 obyvatel. Je to jediný městys v celém Karlovarském kraji.
Svatava se nachází v k. ú. (Svatava a Čistá u Svatavy).

## Přírodní poměry
Město se nachází v centru sokolovské pánve. Protéká zde řeka Svatava, do níž se zde vlévá Lomnický potok. Jihozápadně od města vzniklo jezero Medard. Jihovýchodně se nachází Lomnické pinky, kde se v 18. století hlubinně dobývalo uhlí a nachází se zde četné propady neboli pinky zaplavené vodou. 1 km severovýchodně se nachází evropsky významná lokalita Matyáš.

## Název
Obec byla pojmenována podle stejnojmenné řeky, která obcí protéká, prvně zmiňované již rok 1181 jako Zuata později Zwota. Původ názvu obce je nejasný, ale existuje domněnka, že jméno je slovanského původu. Název Zwodau dostala nejspíš od německých kolonistů. Od roku 1885 je psána česky Zwodava a od roku 1923 Svatava.

## Historie
První písemná zmínka o obci je z roku 1391 v listině krále Václava IV. v souvislosti se starou zemskou cestou vedoucí přes obec. V roce 1454 se o Svatavě píše jako Nothaftovském lénu. Roku 1553 je Svatava připomínána v listině, kterou Ferdinand I. udělil hraběti Volfovi Šlikovi falknovské statky, kterých byla součástí také Svatava jako dědičný majetek. Třicetiletá válka (1618–1648) přinesla oblasti chudobu a zpustošení. Svatava získává na významu roku 1693 pro poštovní spojení mezi Prahou a Erfurtem. V 18. století, tedy v době objevování uhelných ložisek, byly ve Svatavě otevírány první uhelné doly.
Roku 1751 byla ve Svatavě zřízena koněspřežná poštovní stanice na které se po cestě pravidelně zastavoval také J. W. Goethe a v roce 1820 zde byla založena škola. Roku 1832 zanikla poštovní stanice z důvodu výstavby nové stezky z Chebu do Karlových Varů přes Falknov (celým názvem Falknov nad Ohří přejmenován v roce 1948 na Sokolov) a Loket, proto byla poštovní stanice Svatava přeložena do Falknova. V roce 1843 byla vybudována nová silnice vedoucí přes Svatavu z Falknova do Kraslic. Roku 1876 byla ve Svatavě vystavěna nová budova školy a byla zprovozněna železniční trať z Falknova do Kraslic vedoucí přes Svatavu. V roce 1892 byla ve Svatavě vybudována kanalizace a založen sbor dobrovolných hasičů. Roku 1923 byl položen základní kámen kostela Neposkvrněného početí Panny Marie. Začátkem října roku 1938 došlo k obsazování pohraničí dle Mnichovské dohody německými jednotkami a necelý rok na to začala druhá světová válka. 

### Koncentrační tábor
V listopadu1943 byl ve Svatavě-Podlesí založen ženský koncentrační tábor jako pobočka koncentračního tábora Ravensbrück a prijelo sem prvních 100 vězeňkyň z Ravensbrücku, dalších 150 vězeňkyň sem bylo přesunuto v únoru 1944. Od 1. září 1944 se jednalo o pobočku koncentračního táboru Flossenbürg. Vězeňkyně, které pocházely ze zemí Sovětského svazu, Polska, Německa, Francie, Maďarska a Čech zde měly za úkol vyrábět součástky k letadlům v továrně Lutfahrtgerätewerk Hakenfelde GmbH. Na jaře 1945 sem byly přesouvány další vězeňkyně evakuačními transporty a pochody smrti. V táboře se v této době nacházelo až 3 000 osob. Těsně před osvobozením propukla v táboře epidemie tyfu.
Dne 7. května 1945 na území obce vstoupili Američané a 26. června téhož roku byl americkými vojáky ženský koncentrační tábor spálen z důvodu obav ze šíření nemocí.
Velitelem tábora byl na počátku Willibald Richter, rodák z Děčína. Od poloviny února 1945 velel táboru SS-Oberscharführer August Jordan. V táboře působila jako dozorkyně Ruth Elfriede Hildner, která byla pověstná krutým zacházením s vězeňkyněmi. Byla za tyto zločiny souzena a popravena dne 2. května 1947 v Písku.
Celkem prošlo táborem asi 8 000 vězeňkyň, zemřelo jich zde asi 110.

### Po druhé světové válce
V roce 1946 začal organizovaný odsun Němců na základě Postupimské dohody vítězných mocností.
V letech 1950–1960 byly ke Svatavě připojeny obce Lísková a Čistá, které však vlivem těžby uhlí později zanikly. V roce 1966 došlo k postupnému asfaltování místních komunikací. Od 1. dubna 1976 do 23. listopadu 1990 byla Svatava součástí města Sokolov, poté proběhla první porevoluční volba zastupitelstva. Dne 31. března roku 2000 byla po 81 letech ukončena těžba uhlí v lomu Medard, jehož plocha byla zatopena a vznikla zde vodní nádrž s rekreačním zaměřením.
Dne 11. března 2008 byl obci obnoven status městyse.

## Hornictví a průmysl
V okolí Svatavy byly již ve 13. století těženy různé rudy, především železná ruda siderit, která se zpracovávala v primitivních hutích a hamrech, situovaných při řece Svatavě. Mnohem významnější kapitola hornictví Svatavy se však začala psát koncem 18. století. Roku 1797 došlo k prvnímu propůjčení dolových měr svatavským sedlákům. Z nadloží hnědouhelné sloje se dobýval pyrit a markazit, z něhož se získávala síra v primitivních pecích, vytápěných dřevem. Jednalo se o termický rozklad kyzů při teplotě necelých 600 °C. O uhlí tehdy ještě nebyl zájem. Roku 1804 koupil Johann David Starck huť poblíž Svatavy a o tři roky později několik dolových měr. V roce 1805 si propůjčil další dolové míry, rozfárané štolu Josef. V roce 1810 uvedl v Davidově (západní části Svatavy) do provozu moderní huť, vytápěnou uhlím ze štoly Josef. V huti, nazývané v té době olejna, se vyráběla dýmavá kyselina sírová, zvaná oleum. Jako surovina, polotovar k výrobě, se používal vitriolový kámen, nejprve dovážený z Hromnice a Starého Sedla, později získávaný z místních pyritů a markazitů. Kromě olea se ve Svatavě vyráběla zelená a modrá skalice a kamenec. Od roku 1851 do roku 1894 provozovaly ve Svatavě Starckovy závody sklárnu se dvěma pecemi. V té době již firmu Starck vedl syn Johanna Davida Starcka Johann Anton Starck.
Až do dokončení Buštěhradské dráhy těžila firma Starck hnědé uhlí především pro vlastní spotřebu. Po zprovoznění dráhy a vybudování železniční vlečky došlo k výraznému zvýšení objemu těžby uhlí. Na vlečku byl napojen hlubinný důl Anežka, který byl zaražen roku 1860 nedaleko sklárny. V sousedství dolu Anežka byl v roce 1872 zaražen nový důl Josefi, hluboký 54 m, po vyuhlení uzavřený v roce 1905. Další těžní jáma dolu Anežka, u dnes již zaniklé obce Lísková, byla hluboká 84 m. Těžila nejprve uhlí sloje Anežka, která měla ze tří slojí na Sokolovsku nejkvalitnější uhlí. Postupně byly vyhloubeny i další těžní jámy a důl měl k dispozici celkem tři těžní jámy, každou pro dobývání uhlí z jedné ze tří slojí (Antonín, Anežka, Josef). V roce 1928 byla vybudována v Davidově nová třídírna. K uzavření dolu Anežka došlo roku 1958 v souvislosti s intenzifikací lomu Medard.
Jednoznačně nejvýznamnějším dolem ve Svatavě byl povrchový uhelný lom Medard. Jeho otvírka byla zahájena ihned po první světové válce v roce 1918 a v roce 1919 bylo vytěženo prvních 580 tun uhlí. Tento lom byl později nazýván severním lomem. Uhlí se dopravovalo v důlních vozících řetězovou dráhou na třídírnu Anežka, později označovanou jako Medard II. Na opačné straně železniční trati byl otevřen tzv. jižní lom. Uhlí z jižního lomu do severního lomu bylo dopravováno překopem pod železniční tratí Cheb–Chomutov. Stará třídírna Anežka přestala kapacitně postačovat, a proto bylo rozhodnuto o stavbě nové třídírny. S přípravou se začalo v roce 1942, uvedena do provozu byla až v roce 1949. Dostala označení Medard I. Těžba uhlí lomem Medard byla ukončena 31. března roku 2000 po 81 letech. Za celou dobu životnosti lomu se odtud vytěžilo více než 193 miliónů tun uhlí. Po lomu zůstala zbytková jáma. Druhým lomem, který se podílel na vytvoření zbytkové jámy, byl lom Libík, který postupoval od roku 1872 od vesnice Lítov východním směrem až oba lomy splynuly. Zbytková jáma byla rekultivována a v místě vyuhleného lomu vznikla po napuštění vodou z řeky Ohře vodní nádrž jezero Medard s rekreačním zaměřením.
Roku 1836 založil ve Svatavě podnikatel August Lotz ze Skalné prádelnu bavlny. Tu v roce 1856 odkoupil Ignaz Schmieger z Horního Slavkova, který ji přestavěl na přádelnu mykací příze později česané příze. Pro pohon strojů využil vodu z blízké řeky Svatavy. Vodní pohon však byl v letních měsících z důvodu nedostatku vody nespolehlivý, pořídil proto první parní pohonný stroj. Po požáru v roce 1863 celá továrna shořela. Majitel začal okamžitě stavět novou, moderní zděnou továrnu a v roce 1864 nainstaloval druhý parní stroj. Ignaz Schmieger zemřel v roce 1887 a závod převzali jeho synové. Josef Schmieger vedl továrnu, Franz Schmieger se přestěhoval do Vídně a odtud vedl prodejní oddělení. V roce 1892 měla továrna 450 zaměstnanců. V letech 1893–1895 došlo k rozšíření a modernizaci továrny a továrna zaměstnávala již 800 zaměstnanců. Josef Schmieger byl 2. července 1896 zavražděn nočním hlídačem. Proto se z Vídně vrátil Josefův bratr Franz a převzal vedení továrny. Poslední ze Schmiegerů Franz zemřel v roce 1904. Firmu krátce řídili prokuristé do doby, než ji převzal Josef Richter, bratr vdovy po Franzi Schmiegerovi. V roce 1912 pracovalo v česárně i přádelně 1 100 zaměstnanců, který ovšem v průběhu první světové války klesl na 570. Po válce se počet zaměstnanců opět zvyšoval, v roce 1930 činil 1 504. Během druhé světové války byla část továrny předána k výrobě leteckých součástek pro nacistické Německo. V té době pracovaly v továrně i ženy z nedalekého ženského koncentračního tábora. Roku 1945 byla továrna jako německý majetek znárodněna a později začleněna do nově vzniklého národního podniku Nejdecké česárny vlny, později přejmenovaný na Vlnap. Pod touto společností, později přejmenovanou na Vlnap zůstal dalších více než čtyřicet let. Po sametové revoluci se z Vlnapu stala akciová společnost a vzhledem ke klesající poptávce došlo k uzavírání jednotlivých provozů. Výroba ve Svatavě byla ukončena v roce 1999, pro část areálu bývalé továrny se našlo náhradní využití, zbytek chátrá.

## Obyvatelstvo
Při sčítání lidu v roce 1921 zde žilo 4 101 obyvatel, z nichž bylo 441 Čechoslováků, 3 591 Němců a 69 cizinců. K římskokatolické církvi se hlásilo 4 053 obyvatel, 41 k evangelické církvi, dva k jiné církvi a pět bylo bez vyznání.
| Rok            | 1869 | 1880  | 1890  | 1900  | 1910  | 1921  | 1930  | 1950  | 1961  | 1970  | 1980  | 1991  | 2001  | 2011  |
| -------------- | ---- | ----- | ----- | ----- | ----- | ----- | ----- | ----- | ----- | ----- | ----- | ----- | ----- | ----- |
| Počet obyvatel | 572  | 1 083 | 1 541 | 3 154 | 3 955 | 4 101 | 4 411 | 3 203 | 2 943 | 1 816 | 1 931 | 1 464 | 1 537 | 1 624 |
| Počet domů     | 55   | 93    | 112   | 182   | 235   | 240   | 332   | 384   | 398   | 308   | 317   | 320   | 322   | 377   |

| Rok            | 1869  | 1880  | 1890  | 1900  | 1910  | 1921  | 1930  | 1950  | 1961  | 1970  | 1980  | 1991  | 2001  | 2011  |
| -------------- | ----- | ----- | ----- | ----- | ----- | ----- | ----- | ----- | ----- | ----- | ----- | ----- | ----- | ----- |
| Počet obyvatel | 1 038 | 1 663 | 2 503 | 4 410 | 5 269 | 5 528 | 5 879 | 3 793 | 2 943 | 2 083 | 1 972 | 1 464 | 1 577 | 1 670 |
| Počet domů     | 123   | 169   | 203   | 283   | 338   | 359   | 471   | 495   | 398   | 344   | 328   | 320   | 331   | 391   |

## Správa městyse
V letech 1850–1873 k městysi patřily Boučí a Horní Nivy, v letech 1850–1874 Jehličná, v letech 1850–1876 Týn a v letech 1850–1878 také Nové Domy a Radvanov.

## Pamětihodnosti
- kostel Neposkvrněného početí Panny Marie
- dědičná a těžní štola Hernych - na katastrálním území Čistá u Svatavy[19]
- socha svatého Floriána
- pomník ženského koncentračního tábora
- vodní mlýn – obec Čistá, zanikl 1987
- pošta
- Starckovská kolonie - v letech 1958–1983 památkově chráněná, některé objekty byly v roce 2018 zbořeny[20]
- Schmiegerova přádelna
- úzkokolejka Svatava zastávka – Podlesí důl

## Osobnosti
- Maria Günzl (1896–1983), politička
- Ernst Mosch (1925–1999), hudebník a dirigent

## Doprava

### Železnice
Svatavou prochází železniční trať Sokolov–Kraslice. Nachází se zde dvě stanice, Svatava (nádraží) a Svatava zastávka (dříve Podlesí u Svatavy).

### Silnice
Prochází zde silnice II/210 spojující Sokolov a Kraslice.

## Fotogalerie

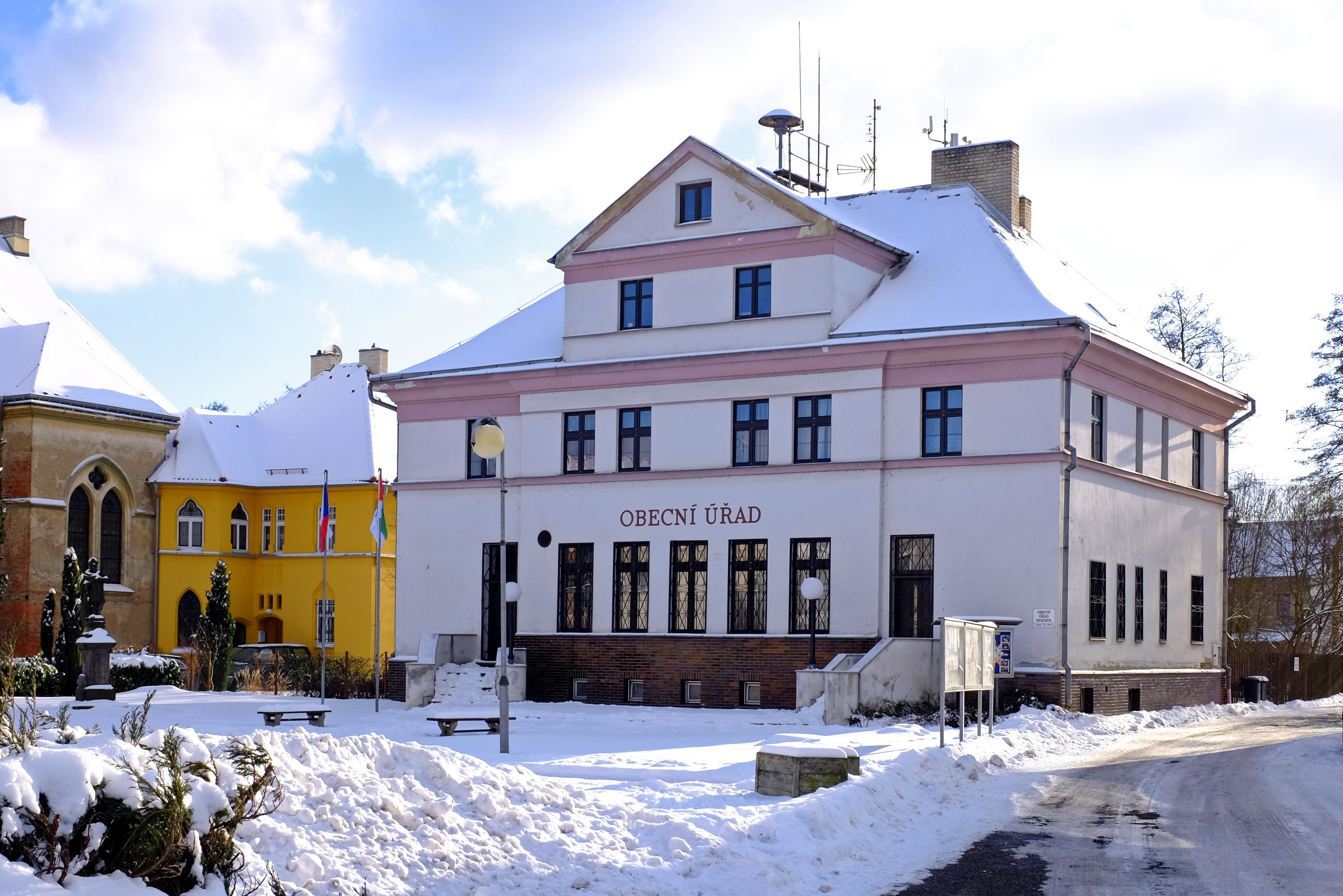
Obecní úřad
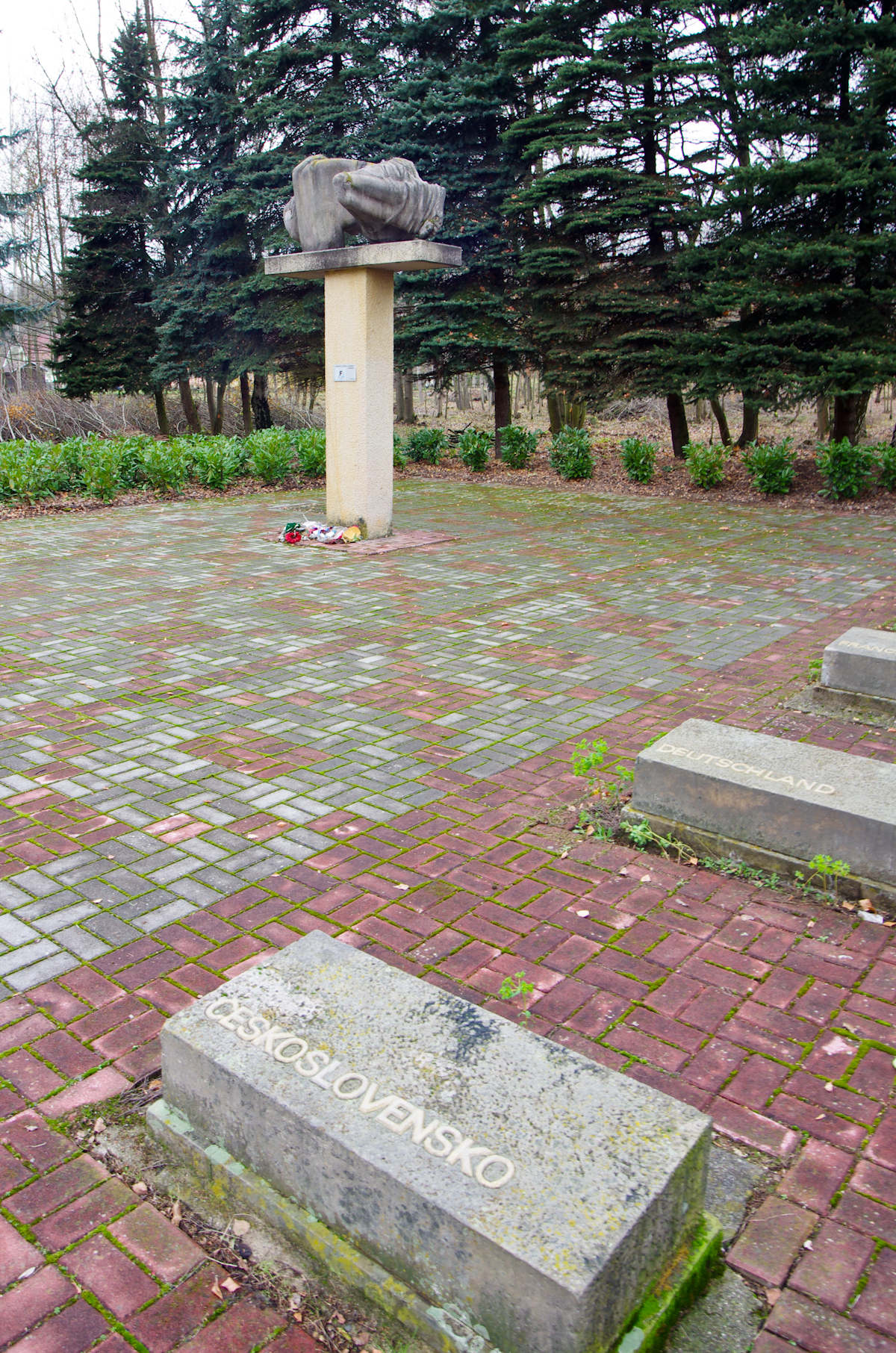
Památník ženského koncentračního tábora
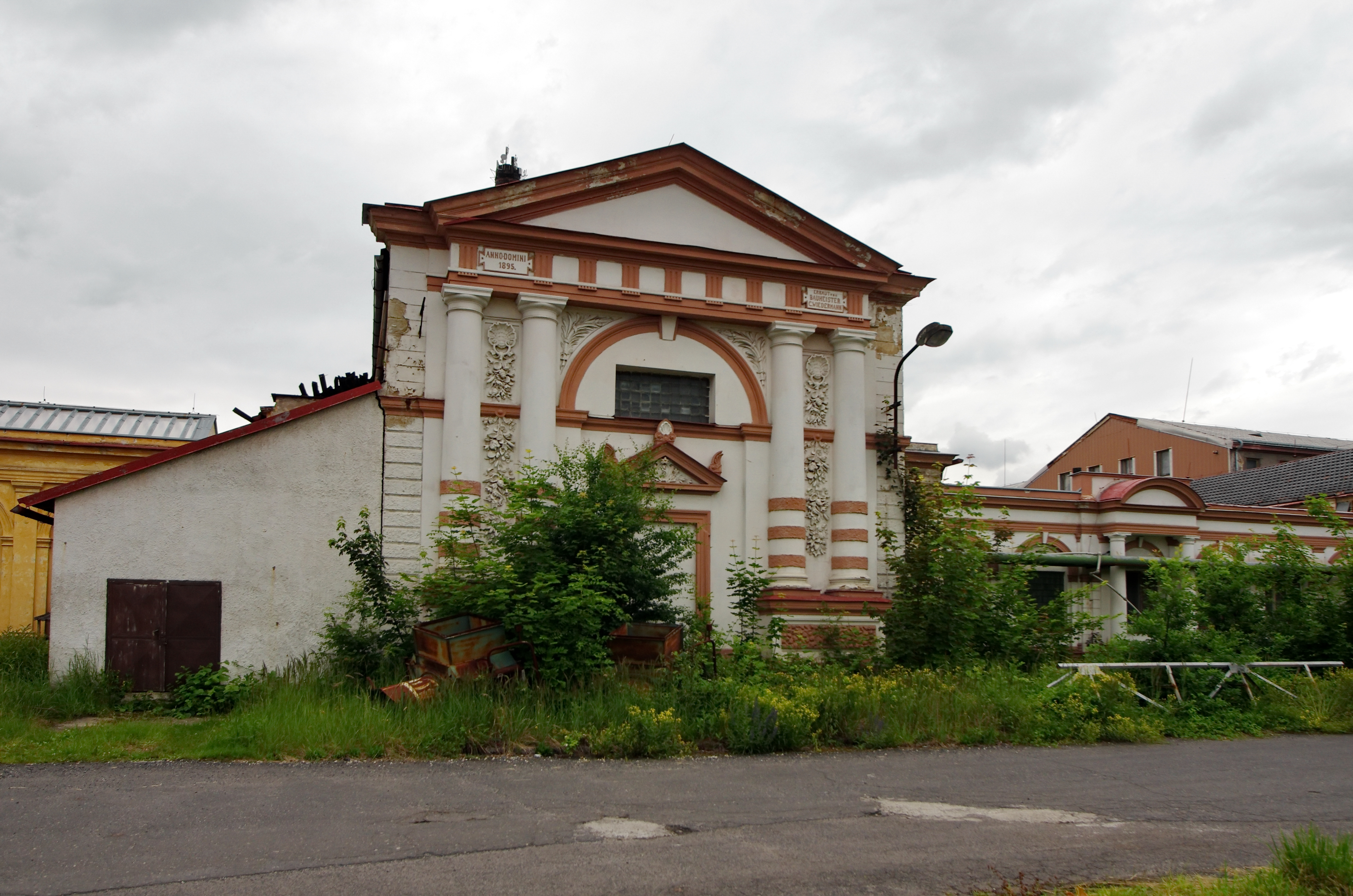
Bývalá Schmiegerova továrna - lázně s bazénem pro zaměstnance
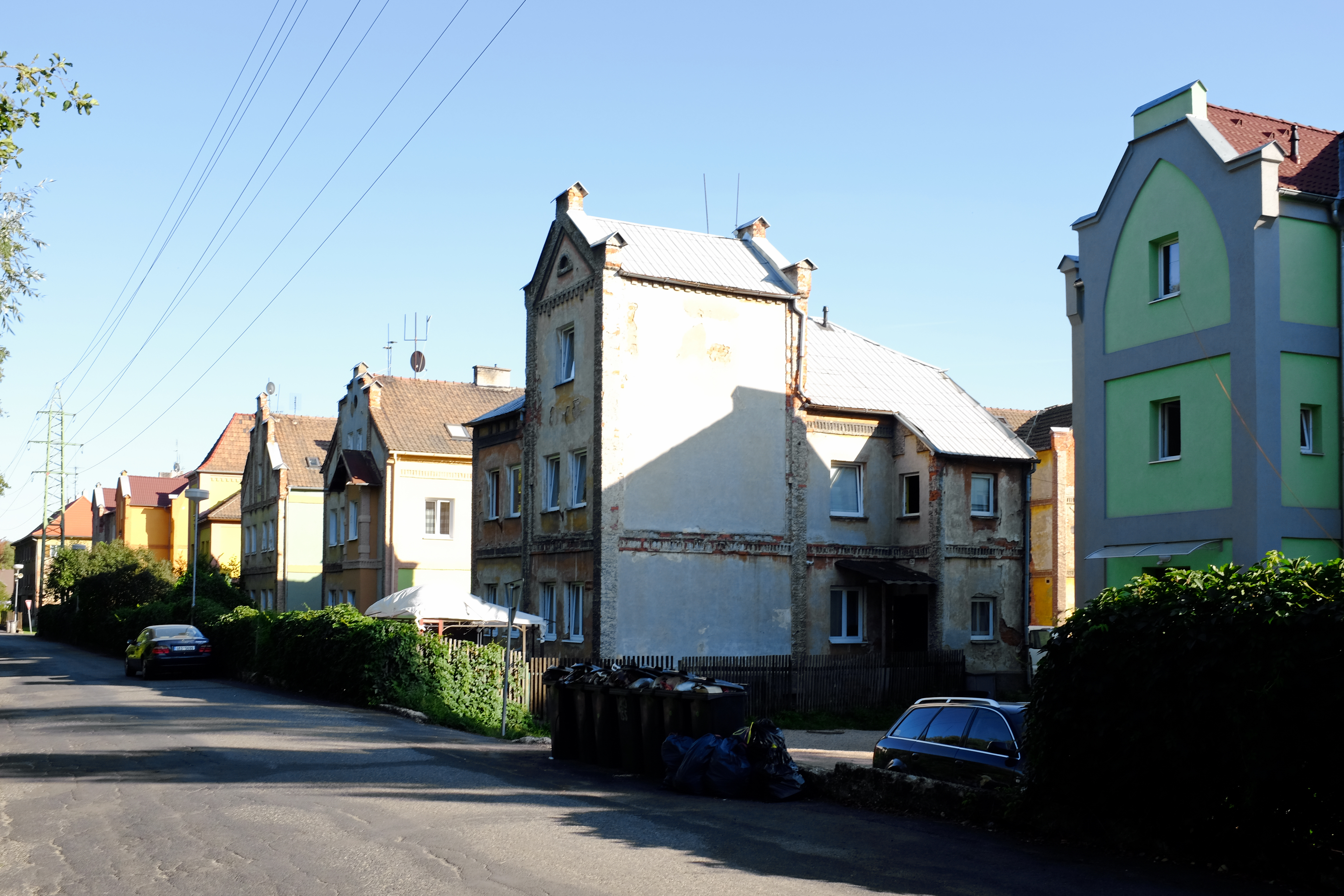
Schmiegerova dělnická kolonie z roku 1893
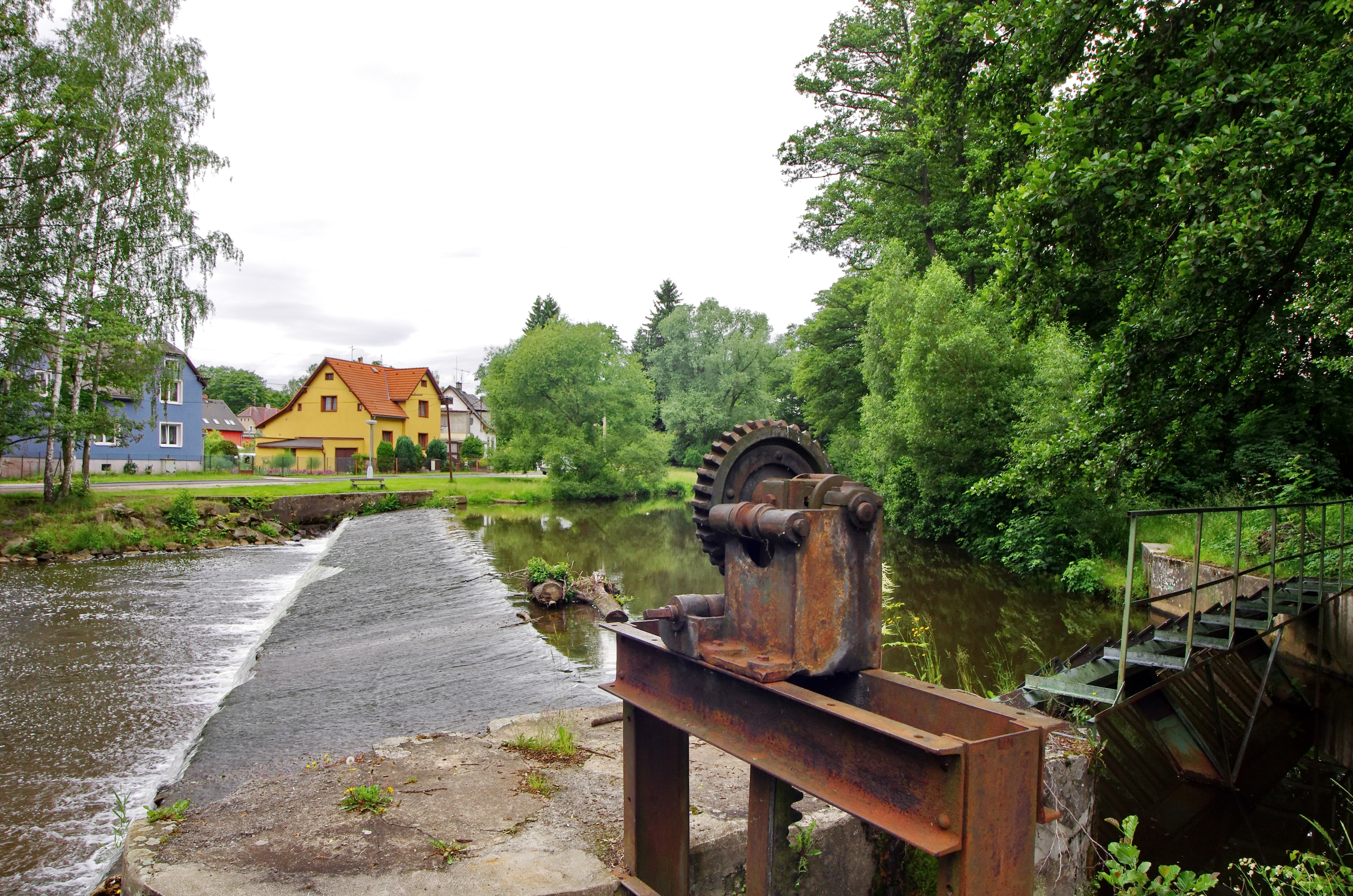
Řeka Svatava a náhon pro bývalou Schmiegerovu továrnu
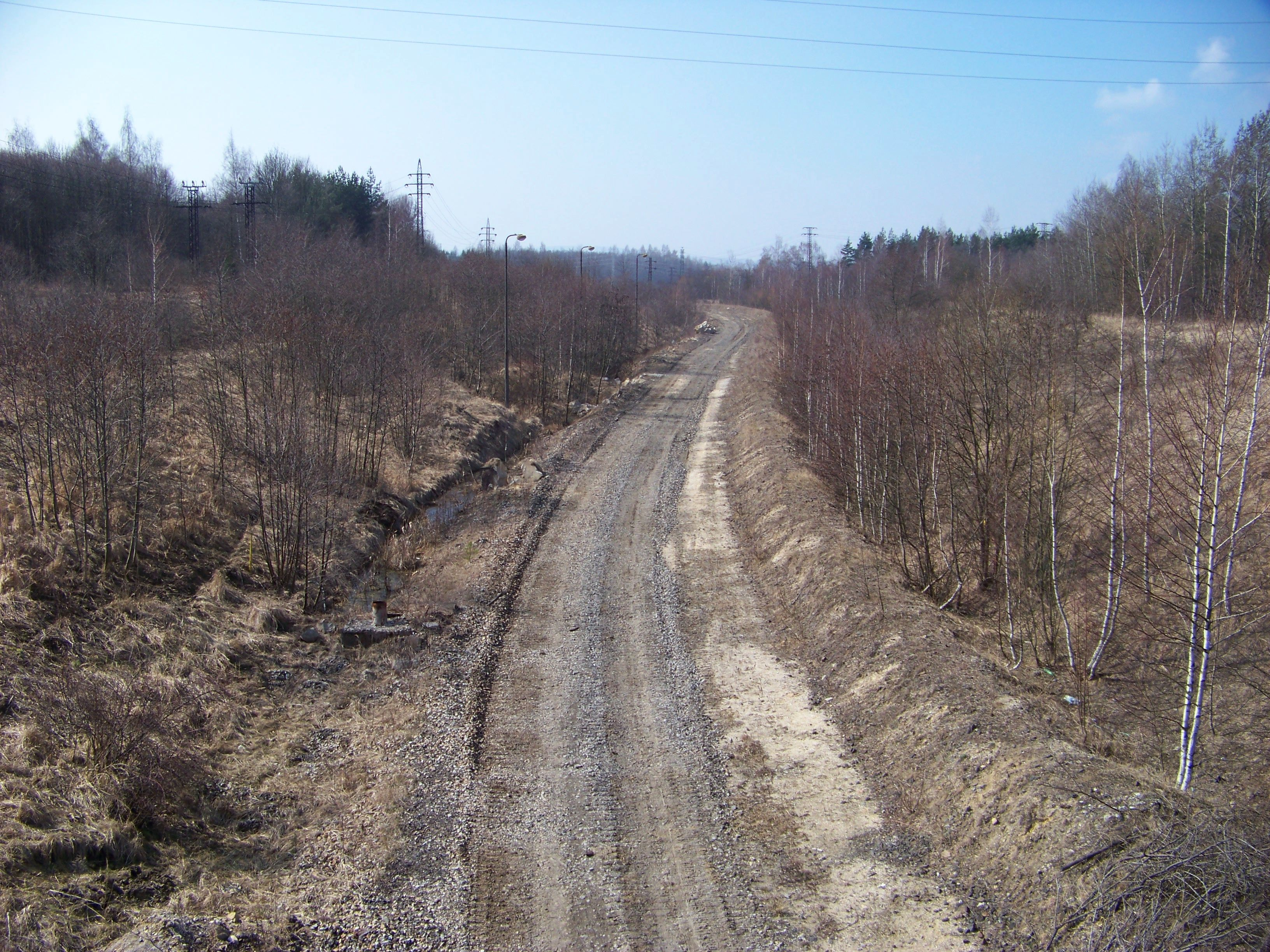
Těleso bývalé důlní dráhy rozchodu 700 mm
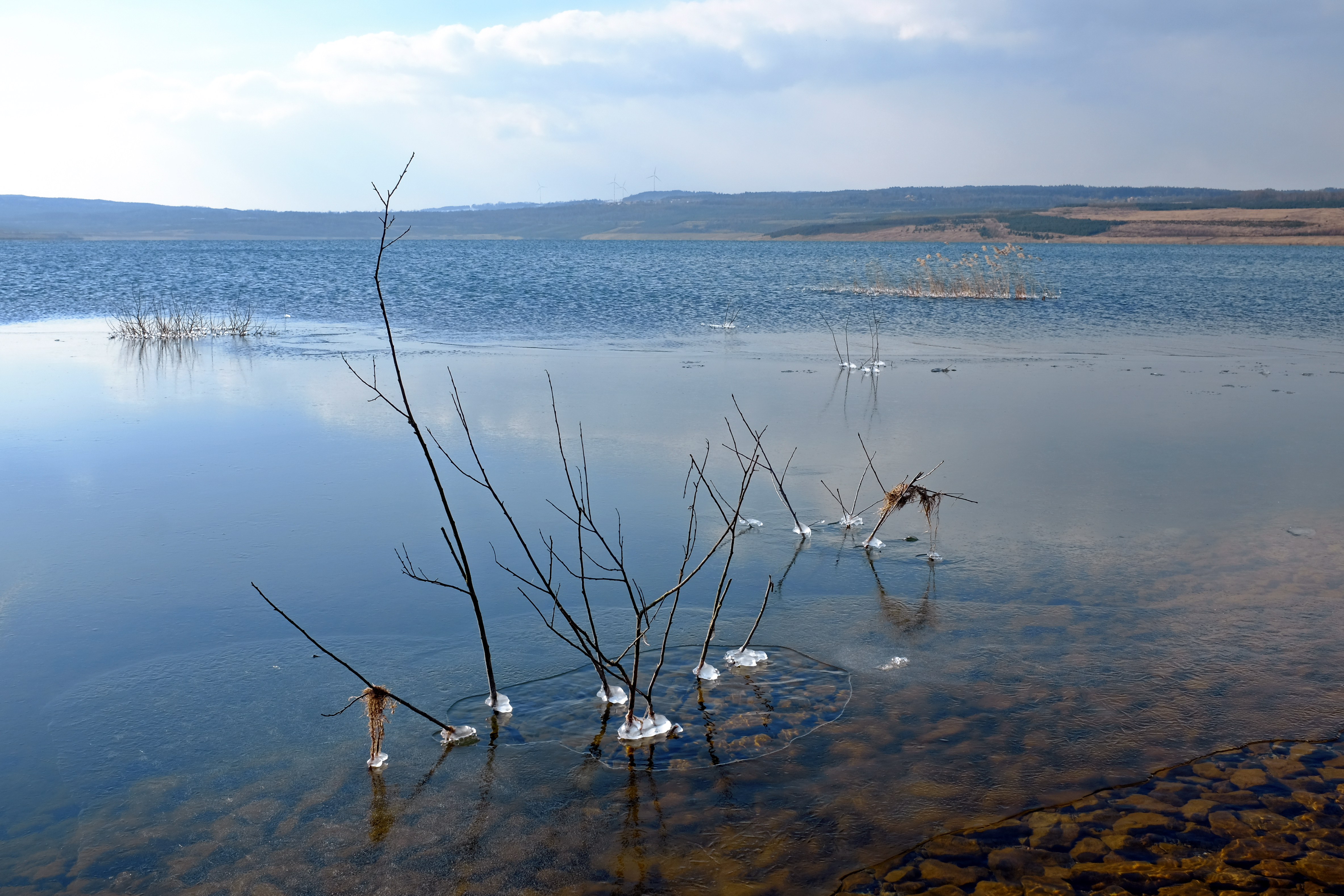
Jezero Medard v únoru 2018